# Kretania
Kretania is een geslacht van vlinders uit de familie van de Lycaenidae, de kleine pages, vuurvlinders en blauwtjes. De wetenschappelijke naam en de beschrijving van dit geslacht werden voor het eerst in 1959 gepubliceerd door Henry Beuret. 

## Taxonomie
De meeste soorten in dit geslacht behoorden tot 2013 in het geslacht Plebejus. In Talavera et al. (2013) plaatsten de auteurs een aantal Plebejus-soorten in dit geslacht.

## Soorten
- Kretania alcedo (Christoph, 1877)
- Kretania allardii (Oberthür, 1874)
- Kretania beani (Bálint & Johnson, 1997)
- Kretania csomai (Bálint, 1992)
- Kretania eurypilus (Freyer, 1852) - Bruin tragantblauwtje
- Kretania hesperica (Rambur, 1840) - Spaans saffierblauwtje
- Kretania klausrosei (Bálint, 1992)
- Kretania martini (Allard, 1867) - Atlassaffierblauwtje
- Kretania modica (Verity, 1935)
- Kretania nicholli (Elwes, 1901)
- Kretania patriarcha (Bálint, 1992)
- Kretania philbyi Graves, 1925
- Kretania psylorita (Freyer, 1845) - Kretablauwtje
- Kretania pylaon (Fischer de Waldheim, 1832) - Saffierblauwtje
- Kretania sephirus (Frivaldszky, 1835) - Oostelijk saffierblauwtje
- Kretania stekolnikovi Stradomsky & Tikhonov, 2015
- Kretania trappi Verity, 1927 - Alpensaffierblauwtje
- Kretania usbekus (Forster, 1939)
- Kretania zamotajlovi Shchurov & Lukhtanov, 2001
- Kretania zephyrinus (Christoph, 1884)